# Nie ma to jak hotel (seria 1)
Seria pierwsza amerykańskiego sitcomu młodzieżowego Nie ma to jak hotel, która została oryginalnie wyemitowana przez amerykański Disney Channel od 18 marca 2005 do 27 stycznia 2006. W Polsce była po raz pierwszy wyświetlana od 2 do 24 grudnia 2006 przez Disney Channel, która pominęła w emisji odcinek 19. Wyemitowała go dopiero w 2010 roku. W stanach Zjednoczonych emisja odbyła się również na kanałach ABC Kids, Toon Disney i Disney XD, zaś w Polsce pojawiła się na Jetix (później Disney XD) oraz w wersji angielskojęzycznej z polskimi napisami, na TVP2, która to jako pierwsza wyemitowała pominięty odcinek 19. Dnia 5 marca 2010 w Polsce ukazał się box ze wszystkimi odcinkami serii, mimo nieukazania się go wcześniej w USA. Okres zdjęciowy trwał od września 2004 do maja 2005 roku.

## Role

### Główne
| Postać             | Odtwórca       | Ilość odcinków |
| ------------------ | -------------- | -------------- |
| Zack Martin        | Dylan Sprouse  | 26             |
| Cody Martin        | Cole Sprouse   | 26             |
| London Tipton      | Brenda Song    | 26             |
| Maddie Fitzpatrick | Ashley Tisdale | 26             |
| Marion Moseby      | Phill Lewis    | 26             |
| Carey Martin       | Kim Rhodes     | 26             |

### Drugoplanowe
| Postać                                                 | Odtwórca         | Ilość odcinków |
| ------------------------------------------------------ | ---------------- | -------------- |
| Esteban Julió Ricardo Montoya de la Rosa Ramírez       | Adrian R’Mante   | 15             |
| Lance Fishman                                          | Aaron Musicant   | 3              |
| Max                                                    | Alyson Stoner    | 4              |
| Tasiemiec                                              | Dennis Bendersky | 4              |
| Muriel                                                 | Estelle Harris   | 12             |
| Ilsa Shickelgrubermeiger von Helsinger Kepelugerhoffer | Caroline Rhea    | 2              |
| Arwin Hawkhauser                                       | Brian Stepanek   | 8              |
| Patrick                                                | Patrick Bristow  | 4              |
| Kurt Martin                                            | Robert Torti     | 2              |

## Lista odcinków
| # | Tytuł                         | Reżyseria           | Scenariusz                           | Data premiery w USA (Disney Channel) | Data premiery w Polsce                                                                                 |
| --- | ----------------------------- | ------------------- | ------------------------------------ | ------------------------------------ | --- |
| 1 | Hotel Hangout                 | Rich Correll        | Jeny Quine                           | 18 marca 2005                        | 2 grudnia 2006 (Disney Channel) 7 października 2008 (TVP2) 11 stycznia 2009 (Jetix)                    |
| Carey zachęca synów, by zaprosili do hotelu kolegów ze szkoły. Po tym, jak Zack i Cody zostają odrzuceni przez popularną grupkę szkolną, zapraszają Max i Tasiemca. Gdy słynne dzieciaki dowiadują się, że bliźniaki mieszkają w hotelu, również do niego przychodzą, doprowadzając do tego, że Max i Tasiemiec czują się odrzuceni. Pan Moseby jest wściekły na widok wielu dzieci w hotelu i chce się ich pozbyć. Gdy Zack i Cody dowiadują się, że słynne dzieciaki lubią nie ich, lecz hotel, postanawiają się ich pozbyć. Tymczasem Maddie udziela London korepetycji z matematyki, natomiast London uczy Maddie jak postępować z Lance’em, jej chłopakiem i hotelowym ratownikiem. Po krótkim czasie Maddie zrywa z Lance’em, bo ten mówi tylko o wodzie. |                               |                     |                                      |                                      | |
| 2 | The Fairest of Them All       | Rich Correll        | Valerie Ahern, Christian McLaughlin  | 18 marca 2005                        | 3 grudnia 2006 (Disney Channel) 8 października 2008 (TVP2) 18 stycznia 2009 (Jetix)                    |
| W Tiptonie organizowany jest konkurs miss, więc w hotelu zatrzymuje się wiele modelek. Cody’emu podoba się jedna z nich - Rebecca. Cody idzie za kulisy, by dać jej kwiaty. Gdy słyszy pana Moseby’ego, wpada w panikę i zakłada perukę wraz z sukienką. Przez to startuje w konkursie jako Tyreesha. Gdy Zack dowiaduje się, że nagroda w konkursie to pieniądze, postanawia, że Cody weźmie udział w konkursie, by wygrać pieniądze na nowe rowery. Cody dowiaduje się, że Rebecca potrzebuje nagrody na studia wetenaryjne, więc zamierza odejść z konkursu. Zack się nie zgadza, zamyka Cody’ego w szafie, podaje się za Tyreeshę i pokazuje swoje tricki na deskorolce, by wygrać konkurs. Jedna z uczestniczek pomaga Cody’emu wyjść z szafy. Cody wbiega na scenę i demaskuje brata. Rebecca jest zła i rani uczucia Cody’ego. Potem przeprasza, że go zraniła i przed odejściem całuje go w policzek. |                               |                     |                                      |                                      | |
| 3 | Maddie Checks In              | Rich Correll        | Danny Kallis, Jim Geoghan            | 25 marca 2005                        | 4 grudnia 2006 (Disney Channel) 9 października 2008 (TVP2) 17 stycznia 2009 (Jetix)                    |
| Jasonowi, bogatemu gościowi hotelowemu spodobała się Maddie, jednak on myśli, że ona też jest bogata. Moseby nie pozwala iść London z Jasonem i jego kolegą Kyle’em na koncert, więc dziewczyna postanawia wziąć również Maddie. Następnego dnia Jason zaprasza Maddie na kolację z nim i jego rodzicami. Zack bierze od Estebana suknię London i daje ją Maddie. Chłopcy pomagają jej w utrzymaniu sekretu, jednak kiedy Moseby i Amputator wchodzą do apartamentu, w którym miał zamieszkać i zastają tam Maddie, Jasona, jego rodziców, bliźniaków, Carey i London, wszystko się wydaje. |                               |                     |                                      |                                      | |
| 4 | Hotel Inspector               | Henry Chan          | Marc Flanagan                        | 1 kwietnia 2005                      | 5 grudnia 2006 (Disney Channel) 14 października 2008 (TVP2) 31 stycznia 2009 (Jetix)                   |
| W Tiptonie ma odbyć się inspekcja. Zack przypadkowo wypuszcza w holu szczury z doświadczenia szkolnego, przez co tworzy się wielkie zamieszanie. Inspektor Ilsa Shickelgrubermeiger przejmuje od Moseby’ego kierownictwo hotelu, jednak jest niemiła i surowa dla personelu i nie pozwala bliźniakom przebywać w holu. Zack postanawia to naprawić i pomóc wrócić Moseby’emu na stanowisko. Razem z bratem, Muriel i Estebanem ponownie wywołują zamieszanie w hotelu i Moseby wraca na posadę. Tymczasem Ivana ma urodziny. Maddie pomaga je organizować, lecz na przyjęciu zostaje zmuszona do założenia kostiumu psa. |                               |                     |                                      |                                      | |
| 5 | Grounded on the 23rd Floor    | Lee Shallat-Chemel  | Danny Kallis, Jim Geoghan            | 8 kwietnia 2005                      | 6 grudnia 2006 (Disney Channel) 15 października 2008 (TVP2) 10 stycznia 2009 (Jetix)                   |
| Moseby daje Carey rachunek za zachcianki bliźniaków. Matka jest załamana widząc, na jak wiele pozwolili sobie jej synowie. Tymczasem hotel gości zawodnika baseballu i modelkę, którzy mają zamiar wziąć w Tiptonie ślub. Maddie dowiaduje się, że za zdjęcie pocałunku pary młodej płacą 20.000$. Bliźniaki postanawiają dostać się na ceremonię i wygrać nagrodę. Przeszkodą okazuje się ich matka, która została poproszona o występ podczas ceremonii. Na wieczór zostawia ich pod opieką Maddie. Bliźniaki postanawiają, że Cody będzie udawał ich obu, a w tym czasie Zack wymknie się na ceremonię. Po jakimś czasie dziewczyna odkrywa jednak, że w łazience jest tylko jeden z bliźniaków. Podczas gdy Maddie i Cody poszukują Zacka, ten robi zdjęcie i ucieka nie przyłapany. Cała trójka wracając przewodem wentylacyjnym natyka się na Moseby’ego i zostaje złapana. Carey jest zła na synów, ale jednocześnie dumna z tego, że oddali jej aparat i uszanowali prywatność pary młodej. |                               |                     |                                      |                                      | |
| 6 | The Prince & The Plunger      | Andrew Tsao         | Adam Lapidus                         | 15 kwietnia 2005                     | 7 grudnia 2006 (Disney Channel) 21 października 2008 (TVP2) 25 stycznia 2009 (Jetix)                   |
| Carey ma cichego wielbiciela, który przysyła jej kwiaty i wiersze. Bliźniaki przypuszczają, że to hotelowy konsjerż – Serge, więc postanawiają poinformować matkę o swoich przypuszczeniach. Po jakimś czasie chłopcy odkrywają, że prawdziwym cichym wielbicielem ich mamy jest Arwin. Próbują wytłumaczyć to Carey, jednak ta, będąc zauroczona Serge’em, nie wierzy im. Podczas randki bliźniaki odwracają uwagę fałszywego wielbiciela i wprowadzają na jego miejsce Arwina. Carey wyjaśnia mu, że docenia jego starania, jednak nie wyobraża sobie ich razem. Tymczasem do hotelu przyjeżdża pan Tipton, lecz z powodu wielu spraw przesuwa przyjazd, co smuci London. |                               |                     |                                      |                                      | |
| 7 | Footloser                     | Rich Correll        | Bill Freiberger                      | 22 kwietnia 2005                     | 8 grudnia 2006 (Disney Channel) 22 października 2008 (TVP2) 24 stycznia 2009 (Jetix)                   |
| Zack i Max postanawiają uczestniczyć w programie Tańcz z Ameryką. Cody jest smutny, bo chciał wystąpić razem z Max, jednak w ogóle nie umie tańczyć. London daje Maddie pieniądze na wyjazd rodziców do Paryża, wykorzystuje ten fakt i zmusza dziewczynę do usługiwania jej. Tymczasem Cody próbuje różnych rzeczy w celu odnalezienia swojego talentu. Po tym jak Zack i Max dostali się do finałów programu, Zack przez swoje nieposłuszeństwo skręca kostkę. Bliźniaki decydują się na zamianę, jednak chcą to zrobić w tajemnicy nawet przed swoją koleżanką. Podczas występu przez przypadek Cody odkrywa swój talent - magię. Gdy wszystko się udaje, decyduje się na krok taneczny, który jeszcze ani razu mu nie wyszedł, jednak gdy chce go zrobić, przewraca się. W tym czasie do sali wchodzi Carey i ujawnia sekret. Wszystko się wydaje, a Max i Zack zostają zdyskwalifikowani. |                               |                     |                                      |                                      | |
| 8 | A Prom Story                  | Jim Drake           | Jeny Quine                           | 6 maja 2005                          | 9 grudnia 2006 (Disney Channel) 23 października 2008 (TVP2) 8 lutego 2009 (Jetix)                      |
| Do hotelu przyjeżdża cyrk. Cody spotyka mima i próbuje mu zaimponować, ale bezskutecznie. Tymczasem szkoła Maddie organizuje w hotelu bal. Zack słyszy od Maddie, że kocha chłopaka, lecz między nią a nim jest różnica wieku 3 lat. Zack myśli, że Maddie mówiła o nim. Tak naprawdę Maddie miała na myśli 18-letniego chłopaka z jej szkoły. Zack jest załamany, jednak Maddie czuje się podobnie, ponieważ chłopak, w którym się zakochała miał dziewczynę. Po tym zdarzeniu Maddie zrozumiała, jak czuje się Zack i zatańczyła z nim na balu. |                               |                     |                                      |                                      | |
| 9 | Band in Boston                | Rich Correll        | Billy Riback                         | 20 maja 2005                         | 10 grudnia 2006 (Disney Channel) 28 października 2008 (TVP2) 14 lutego 2009 (Jetix)                    |
| W hotelu organizowana jest bitwa kapel. Zack, Cody, Max i Tasiemiec zakładają zespół Rock Kwadrat. Cody chce, żeby Zack wyraźniej śpiewał piosenki, ale Zack jest zajęty kupowaniem nowych strojów dla zespołu. Dochodzi do kłótni między bliźniakami. Tymczasem London w zamian za bycie w zespole Wodociągi, w którym gra Lance i Maddie, kupuje kapeli instrumenty. Początkowo zgadza się na grę na tamburynie, jednak potem to już jej nie wystarcza i żąda zostania drugą wokalistką. Okazuje się jednak, że strasznie fałszuje. W dzień konkursu Max i Tasiemiec zamykają chłopców w szafie, żeby się dogadali, jednak Muriel która miała ich wypuścić, zasypia. Bliźniaki wydostają się przez otwór wentylacyjny i z pomocą Arwina dostają się na konkurs. Tymczasem Maddie i Lance wyłączają mikrofon London, by nikt jej nie usłyszał. W czasie śpiewania London zauważa swój wyłączony mikrofon. Maddie przez przypadek krzyczy, że London marnie śpiewa, robiąc jej obciach przy wszystkich, ale przeprasza ją za to. |                               |                     |                                      |                                      | |
| 10 | Cody Goes to Camp             | Rich Correll        | Jim Geoghan                          | 6 czerwca 2005                       | 11 grudnia 2006 (Disney Channel) 29 października 2008 (TVP2) 15 lutego 2009 (Jetix)                    |
| Cody i Tasiemiec wyjeżdżają na dwa tygodnie na obóz matematyczny. Na początku Zack jest szczęśliwy, że Cody’ego nie ma, lecz potem za nim tęskni. London dostaje próbne prawo jazdy i prosi Moseby’ego, aby został jej instruktorem. London strasznie stresuje się uwagami zdenerwowanego Moseby’ego, co kończy się rozwaleniem części hotelowej sali balowej. Zack chce się dostać na obóz i London postanawia go tam zawieść. Maddie prosi London, żeby jechała z odpowiedzialnym dorosłym kierowcą, więc zabierają ze sobą Muriel. Zack, London, Maddie i Muriel po wielu trudach dostają się na obóz. Bliźniaki rozmawiają ze sobą, po czym Cody dochodzi do wniosku, że jego brat bliźniak po prostu za nim tęsknił. |                               |                     |                                      |                                      | |
| 11 | To Catch a Thief              | Jeff McCracken      | Ross Brown                           | 18 czerwca 2005                      | 12 grudnia 2006 (Disney Channel) 30 października 2008 (TVP2) 1 lutego 2009 (Jetix)                     |
| London wyjeżdża i prosi Maddie, by się zaopiekowała Ivaną. W hotelu dochodzi do kradzieży. Policja podejrzewa, że złodziejem jest boy hotelowy, Esteban. Chłopcy pomagają mu oczyścić jego imię, jednak okazuje się, że osoby brane przez nich za złodziei nimi nie są. Jednak w końcu bliźniaki odnajdują prawdziwych złodziei i postanawiają zastawić na nich pułapkę. Zgodnie z założeniami złodzieje zjawiają się w apartamencie London. Zack, Cody, Esteban, Maddie i Muriel łapią ich. |                               |                     |                                      |                                      | |
| 12 | It’s a Mad, Mad, Mad Hotel    | Lex Passaris        | Howard Nemetz                        | 17 lipca 2005                        | 13 grudnia 2006 (Disney Channel) 4 listopada 2008 (TVP2) 21 lutego 2009 (Jetix)                        |
| W czasie gry, Zack, Cody i Esteban niszczą obraz. Tam bliźniaki znajdują gazetę z 1938 z gangsterem Pieprznym DeLeo i młodą Muriel. Muriel w przeszłości była dziewczyną Pieprznego DeLeo. Gdy aresztowano gangstera, mówił, że wróci po skarb pozostawiony w hotelu. Bliźniaki, Maddie, London, Esteban, Muriel i Arwin szukają skarbu, potem jednak dochodzi do kłótni związanej z tym, kto weźmie największą część pieniędzy. Wybuchający klej Arwina niszczy ścianę w hotelu odsłaniając pieniądze oraz sztabki złota w sąsiednim pomieszczeniu. Gdy wszyscy brali tyle ile mogli, dowiedzieli się, że pieniądze należą do banku, który mieści się tuż obok. Na koniec okazuje się, że to Muriel była skarbem. |                               |                     |                                      |                                      | |
| 13 | Poor Little Rich Girl         | Dana deVally Piazza | Lloyd Garver                         | 22 lipca 2005                        | 14 grudnia 2006 (Disney Channel) 5 listopada 2008 (TVP2) 7 lutego 2009 (Jetix)                         |
| Zack i Cody oglądają film, w którym mama ich pomyliła. Postanawiają się zamienić i robić to, co zazwyczaj robi ten drugi. Tipton bankrutuje i London staje się biedna. Maddie za sprawą prośby Pana Moseby’ego postanawia przyjąć London do swojego domu. London uczy się, jak być normalną dziewczyną. Gdy przychodzą wyniki odcisków palców, chłopcy uświadamiają sobie, że mama miała rację i wracają do swoich normalnych zachowań. Po tym, jak w kopalni Tiptona prysnęła ropa, London znów cieszy się, że jest bogata, jednak nie zapomina o tym, co Maddie dla niej zrobiła i zaprasza ją na kolacje do Mesou Roveur. |                               |                     |                                      |                                      | |
| 14 | Cookin’ with Romeo and Juliet | Jim Drake           | Jeny Quine, Adam Lapidus             | 22 lipca 2005                        | 15 grudnia 2006 (Disney Channel) 6 listopada 2008 (TVP2) 22 lutego 2009 (Jetix)                        |
| Ilsa zostaje menadżerem hotelu Saint Mark naprzeciwko Tiptona. London i syn właściciela hotelu Saint Mark - Todd, zakochują się, jednak oficjalnie nie mogą się spotykać ze względu na ich rodziców. Maddie pomaga im ukrywać swoje spotkania, jednak Ilsa i tak ich znajduje. Maddie wpada na pomysł, żeby spotkali się na balu maskowym organizowanym w hotelu Tipton. Tymczasem ludziom bardzo smakują ciastka Cody’ego. Zack chce na nich zarobić. Bliźniaki dostają zadanie zrobić ciastka na bal. W kuchni Zack każe Cody’emu harować, po czym chłopcy się kłócą. Rzucając w siebie ciastem wbiegają na salę balową. Dochodzi do wielkiego zamieszania i wszyscy rzucają się ciastkami. London w końcu znajduje Todda, jednak Moseby i Ilsa przyłapują ich. Ojciec Todda pozwala mu jechać do jego wymarzonej szkoły dla dentystów w Zurychu, jednak ten odmawia i wyznaje, że pragnie być tylko z London. Dziewczyna słysząc to, nie pozwala mu na to i nalega, by spełnił swoje marzenie. |                               |                     |                                      |                                      | |
| 15 | Rumors                        | Rich Correll        | Bernadette Luckett                   | 14 sierpnia 2005                     | 16 grudnia 2006 (Disney Channel) 12 listopada 2008 (TVP2) 28 lutego 2009 (Jetix)                       |
| Cody chce wygrać wycieczkę do Waszyngtonu w konkursie tygodnia w Waszyngtonie, lecz złości się, że wszyscy mylą go z Zackiem. Lance uczy Maddie reanimacji. London to zauważa i myśli, że sekcja usta usta to pocałunek. Ta plotka rozchodzi się po całym hotelu. Maddie jest zła na London i przez przypadek mówi kobiecie z gazety, że London nosi futra z norek. Cały Boston plotkuje o tym, że London jest morderczynią zwierząt. Dziewczyna wyjaśnia, że nosi sztuczną norkę. Cody farbuje włosy na ciemny kasztan, by nikt nie brał go za Zacka, wychodzi mu wściekle czerwony kolor. Cody stwierdza, że w takim stanie nie może rozmawiać z przedstawicielem konkursu, więc Zack zajmuje jego miejsce. Maddie przyznaje się do błędu i wymyśla plan przekonania prasy, że London kocha zwierzęta. |                               |                     |                                      |                                      | |
| 16 | Big Hair & Baseball           | Rich Correll        | Pamela Eells O’Connell               | 28 sierpnia 2005                     | 17 grudnia 2006 (Disney Channel) 13 listopada 2008 (TVP2) 1 marca 2009 (Jetix)                         |
| Moseby daje Zackowi i Cody’emu trzy bilety na mecz baseballu, żeby ich się na chwilę pozbyć. Jednak nie ma trzeciej osoby, która by z nimi poszła, więc Carey przekonuje Moseby’ego. Na meczu Moseby opowiada o swoim dzieciństwie - jak uczęszczał na balet. Cody mówi, że bardzo by chciał złapać piłkę, ale nie może ze względu na astygmatyzm. Pan Moseby polubił baseball i złapał piłkę dla Cody’ego, jednak w złym momencie, przez co Red Sox przegrali, a Yankesi wygrali. Moseby’ego znienawidził cały Boston. W hotelu Zack i Cody bronią Pana Moseby’ego i prawie im się to udaje (Cody mówi, że w baseballu nie chodzi o zwycięstwo, tylko o kochaną grę), ale Muriel im to psuje komentując wypowiedź Cody’ego słowami Nie, jeśli ktoś postawił na Red Soxów. Tymczasem London umawia Maddie na randkę z Gavinem. Ze względu na wilgotne powietrze w restauracji, Maddie kudłaczą się włosy, a Gavin bardzo się poci, jednak ukrywają to przed sobą. W końcu London mówi każdemu z nich, co się dzieje drugiemu, ale i tak się w sobie zakochują. |                               |                     |                                      |                                      | |
| 17 | Rock Star in the House        | Kelly Sandefur      | Jeny Quine, Howard Nemetz            | 18 września 2005                     | 18 grudnia 2006 (Disney Channel) 18 listopada 2008 (TVP2) 21 marca 2009 (Jetix)                        |
| Do hotelu przyjeżdża piosenkarz Jesse McCartney. London jest w nim beznadziejnie zakochana, ale nie może się z nim spotykać. Z pomocą Maddie, London cały czas się stara podejść bliżej Jessego, lecz jej to nie wychodzi. Zack zaczyna zbierać rzeczy Jessego, żeby je sprzedać. Bierze też jego szczęśliwą bransoletkę. Z pomocą London i Maddie, Zack jest zmuszony ją oddać. Cała trójka zostaje jednak przyłapana. Ochrona prawie zabiera Zacka, ale on wszystko wyjaśnia Jessemu. Cody robi laser na konkurs naukowy. Pomaga mu Arwin, choć nikt dorosły nie miał mu w tym pomagać. Jednak podczas konkursu Cody mając wyrzuty sumienia mówi, że nie zrobił sam lasera, tylko z pomocą. Konkurs wygrywa Sheldon Walter, który zrobił małą elektrownię cyrkulacyjną. |                               |                     |                                      |                                      | |
| 18 | Smart & Smarterer             | Rich Correll        | Danny Kallis, Adam Lapidus           | 10 października 2005                 | 26 grudnia 2006 (Disney Channel) 19 listopada 2008 (TVP2) 12 kwietnia 2009 (Jetix)                     |
| Zack i Cody dostają karty ocen. Cody jak zwykle ma same szóstki, a Zack dwóje. Carey grozi Zack’owi, że zostanie wysłany do letniej szkoły, jeśli nie poprawi ocen. Następnego dnia Zack poznaje Boba, dyslektyka. Postanawia udawać, że również ma dysleksję. Jedynie Cody wie, że Zack tylko udaje. Carey bez przerwy przeprasza Zacka, że na niego krzyczała za złe oceny. Po jakimś czasie Zack zapomina się i prawda wychodzi na jaw. Tymczasem Moseby choruje na gardło i Esteban leczy go kuracją swojej babci, natomiast Maddie i London grają w szachy i London za każdym razem wygrywa, przez co Maddie denerwuje się, że London jest od niej lepsza. W końcu dziewczyna daje jej wygrać, ale Maddie domyśla się tego. London mówi jej, że jest mądra, a Maddie przestała się tak przejmować. |                               |                     |                                      |                                      | |
| 19 | The Ghost of Suite 613        | Rich Correll        | Danny Kallis, Jim Geoghan            | 14 października 2005                 | 20 listopada 2008 (TVP2) 5 marca 2010 (DVD) 20 marca 2010 (Disney Channel) 28 czerwca 2010 (Disney XD) |
| Wszyscy mają dosyć dowcipów Zacka. Tymczasem w hotelu krążą plotki, że pokój 613 jest nawiedzony. London mówi, że zostawiła w tym pokoju torebkę. Zack, Cody, London, Maddie i Esteban idą do pokoju. Po drodze natrafiają na Muriel, która opowiada im o kobiecie o imieniu Irene, która dawno temu mieszkała w tym pokoju. Pan Moseby znajduje ich w pokoju i opowiada im o tym, co zobaczył w nim, gdy był jeszcze bojem. Zack postanawia zostać na noc w tym pokoju i zakłada się z Codym, by sprawdzić kto ucieknie pierwszy. Dołączają do nich London, Maddie, Esteban i Arwin. Nagle dzieje się coś dziwnego. Cody, London, Maddie, Esteban i Arwin znikają i Zack zostaje sam. Otaczają go cztery duchy, którymi okazują się być Cody, London, Maddie i Esteban. Okazuje się, że wydarzenia w pokoju były efektami specjalnymi wykonywanymi przez Arwina, a wszystko było zemstą na Zacku za jego dowcipy. Notatka: Premierowo w Polsce odcinek nadała stacja TVP2 w oryginalnej wersji z polskimi napisami. |                               |                     |                                      |                                      | |
| 20 | Dad’s Back                    | Rich Correll        | Jim Geoghan                          | 26 listopada 2005                    | 20 grudnia 2006 (Disney Channel) 25 listopada 2008 (TVP2) 8 marca 2009 (Jetix)                         |
| Do hotelu przyjeżdża ojciec bliźniaków, Kurt Martin. Carey nie chce go widzieć, bo się rozwiedli. Zack nie chce dłużej odrabiać zadań domowych i postanawia wyjechać z tatą w trasę koncertową. Carey zamienia się w rozrywkową mamę, a Kurt staje się poważnym ojcem. Chłopcy nie mogą tego znieść i chcą mieć starych rodziców. Zack wraca do domu. Tymczasem Maddie musi zdać WF, ale nie jest zbyt silna. London jej pomaga, bo jest bardzo silna i wysportowana. |                               |                     |                                      |                                      | |
| 21 | Christmas at the Tipton       | Danny Kallis        | Danny Kallis, Jim Geoghan            | 10 grudnia 2005                      | 21 grudnia 2006 (Disney Channel) 26 listopada 2008 (TVP2) 11 kwietnia 2009 (Jetix)                     |
| Do Martinów przyjeżdża tata, który miał jechać z Codym i Zackiem na snowboard. Cody bardzo się smuci, bo chciał spędzić święta wspólnie z rodzicami, ale jego mama chce jechać do Meksyku. Pracownicy losują karteczki z imionami ludzi, dla których mają kupić prezenty. Maddie chce, by to London kupiła jej jakiś drogi prezent, więc do losowania daje jej miskę tylko z karteczkami z jej imieniem. Nikt nie może wyjechać z miasta, bo w Bostonie panuje wielka śnieżyca. Nie ma miejsca w hotelu, więc ludzie zatrzymują się w holu w Tiptonie. Martinowie zostają w hotelu. Carey postanawia się nie kłócić z byłym mężem w czasie świąt. Gdy Cody widzi rodziców ściskających się, myśli, że chcą się zejść i robi wszystko, by tak się stało, lecz gdy widzi, że ich tata podrywa jakąś kobietę, jest smutny. Wraz z Zackiem jadą windą wraz z ciężarne kobietą, Marią. Gdy winda zatrzymuje się, przez awarię, Maria zaczyna rodzić. Arwin naprawia windę. Gdy dziecko się rodzi, Cody zaczyna wszystko rozumieć. Moseby zaproponował London, żeby własnoręcznie zrobiła prezent. Maddie dostaje od niej sweter z trzema rękawami i bez dziury na głowie i jest bardzo smutna, bo chciała dostać samochód, lecz gdy zobaczyła swoje imię wyszyte na swetrze, przeprasza London i cieszy się z prezentu. |                               |                     |                                      |                                      | |
| 22 | Kisses & Basketball           | Lex Passaris        | Danny Kallis, Jim Geoghan            | 1 stycznia 2006                      | 22 grudnia 2006 (Disney Channel) 2 grudnia 2008 (TVP2) 14 marca 2009 (Jetix)                           |
| Po zwycięstwie na meczu koszykówki Max całuje Zacka. Wszyscy uważają, że to Zack ją pocałował. Wściekły na grupę, Zack mówi, że nie pocałowałby dziewczyny. Max czuje się zraniona i postanawia nie odzywać się do Zacka. Wiedząc, że w takim stanie drużyna przegra kolejny mecz, Cody, Tasiemiec i inni koledzy przekonują ich, żeby poszli na randkę. Podczas jej trwania Zack zaczyna czuć coś do Max, gdy ją widzi w pięknej sukience. Przez przypadek mówi, że randka to był pomysł kolegów, znów raniąc dziewczynę. Na kolejnym meczu Zack i Max przepraszają się i zostają przyjaciółmi. London bez przerwy robi sobie zakupy i dowiaduje się, że jej tata ją wydziedziczy, jeśli ona nie przestanie wydawać za dużo pieniędzy. London nie może się powstrzymać od robienia zakupów, więc prosi Maddie o pomoc. |                               |                     |                                      |                                      | |
| 23 | Pilot Your Own Life           | Lee Shallat-Chemel  | Danny Kallis                         | 6 stycznia 2006                      | 23 grudnia 2006 (Disney Channel) 3 grudnia 2008 (TVP2) 7 marca 2009 (Jetix)                            |
| W szkole Zacka i Cody’ego odbywają się prace społeczne. Gdy Cody słyszy wykład o kierowaniu swoim życiem, postanawia pomagać pracownikom hotelu Tipton. London stara się trafić na okładkę magazynu o modzie, lecz gdy dziennikarka zauważa Maddie, spodobał jej się styl dziewczyny i to jej zrobiono zdjęcia. Cody przekonuje Estebana i swoją mamę, by złapali stery swojego życia, a Maddie toczy wielką walkę z London o okładkę. Niestety pomoc Cody’ego okazuje się niepotrzebna, a nawet zła. Natomiast na okładkę magazynu o modzie trafia London i Maddie. |                               |                     |                                      |                                      | |
| 24 | Crushed                       | Rich Correll        | Pamela Eells O’Connell, Adam Lapidus | 13 stycznia 2006                     | 24 grudnia 2006 (Disney Channel) 4 grudnia 2008 (TVP2) 15 marca 2009 (Jetix)                           |
| Koleżanka Zacka i Cody’ego ze szkoły, Agnes, jest zakochana w Codym, chce być z nim i nie spuszcza go z oka ani na sekundę. Cody nie może tego znieść i podpuszcza Zacka, by poszedł z Agnes na randkę. Z tego powodu Agnes jest teraz zakochana w Zacku. Chłopcy wymyślają plan, jak się jej pozbyć. Maddie z powodu dezynfekcji w swym domu przyprowadza swojego psa, Gałgana, do hotelu. Ivana suczka London, zakochuje się w nim. |                               |                     |                                      |                                      | |
| 25 | Commercial Breaks             | Rich Correll        | Danny Kallis                         | 20 stycznia 2006                     | 25 grudnia 2006 (Disney Channel) 9 grudnia 2008 (TVP2) 12 kwietnia 2009 (Jetix)                        |
| Pan Tipton wybrał hotel w Bostonie dla swojej nowej reklamy. Każdy chce wziąć w niej udział, więc odbywa się przesłuchanie. Początkowo gwiazdą reklamy jest London, jednak ma problem z zapamiętaniem słów piosenki. Następnie gwiazdą zostaje pan Moseby, lecz potyka się o Dudley, kurczaka Estebana i skręca kostkę. Carey bardzo chce wystąpić jako gwiazda, ale reżyser jej nienawidzi po ostatniej randce. W końcu w reklamie występują Zack, Cody, cały personel i Carey w roli głównej. |                               |                     |                                      |                                      | |
| 26 | Boston Holiday                | Lex Passaris        | Pamela Eells O’Connell               | 27 stycznia 2006                     | 26 grudnia 2006 (Disney Channel) 10 grudnia 2008 (TVP2) 11 kwietnia 2009 (Jetix)                       |
| Książę Sanjay przyjeżdża do hotelu Tipton. Tam jego doradca każe mu robić nudne rzeczy. Książę zwraca się o pomoc do Zacka i Cody’ego. Cody przebiera się za księcia, a prawdziwy książę idzie z Zackiem do centrum handlowego. Na miejscu książę Sanjay bierze rzeczy ze sklepu, więc obaj lądują w więzieniu. Cody zostaje zdemaskowany przez pana Moseby’ego, a Zack i książę zostają uwolnieni. Książę wyjaśnia, że woli zabawę niż obowiązki. Tymczasem London myśli, że widziała UFO. Maddie pomaga jej go szukać. W nocy kosmici przylecieli do apartamentu London. Wszystko okazuje się być snem dziewczyny, a UFO to balon London, który utknął w antenie. |                               |                     |                                      |                                      | |

## Wydanie DVD
| Kompletny sezon pierwszy |                   |                   |                   |
| Informacje | Dodatki specjalne | Dodatki specjalne | Dodatki specjalne |
| - 26 odcinków - 4 DVD - format obrazu 4:3 - ścieżki językowe (DD 2.0): angielski, polski, czeski, węgierski, grecki, bułgarski, rumuński - napisy: angielskie, polskie, czeskie, węgierskie, greckie, bułgarskie, rumuńskie, tureckie | brak informacji   | brak informacji   | brak informacji   |
| - 26 odcinków - 4 DVD - format obrazu 4:3 - ścieżki językowe (DD 2.0): angielski, polski, czeski, węgierski, grecki, bułgarski, rumuński - napisy: angielskie, polskie, czeskie, węgierskie, greckie, bułgarskie, rumuńskie, tureckie | Daty wydań        |                   |                   |
| - 26 odcinków - 4 DVD - format obrazu 4:3 - ścieżki językowe (DD 2.0): angielski, polski, czeski, węgierski, grecki, bułgarski, rumuński - napisy: angielskie, polskie, czeskie, węgierskie, greckie, bułgarskie, rumuńskie, tureckie | Region 1          | Region 2          | Region 4          |
| - 26 odcinków - 4 DVD - format obrazu 4:3 - ścieżki językowe (DD 2.0): angielski, polski, czeski, węgierski, grecki, bułgarski, rumuński - napisy: angielskie, polskie, czeskie, węgierskie, greckie, bułgarskie, rumuńskie, tureckie | niewydany         | 5 marca 2010      | niewydany         |